# دافي راسيل
دافي راسيل (بالإنجليزية: Davie Russell)‏ (6 أبريل 1868 في المملكة المتحدة - 8 نوفمبر 1952) هو لاعب كرة قدم بريطاني (وحمل سابقاً جنسية المملكة المتحدة لبريطانيا العظمى وأيرلندا) في مركز قلب الدفاع. شارك مع منتخب اسكتلندا لكرة القدم. أما مع النوادي، فقد لعب مع بريستون نورث إيند ونادي سلتيك وهارت أوف ميدلوثيان ورابطة كرة القدم الاسكتلندية الحادية عشر ‏.

## وصلات خارجية
- دافي راسيل على موقع الاتحاد الإسكتلندي (الإنجليزية)